# エイル

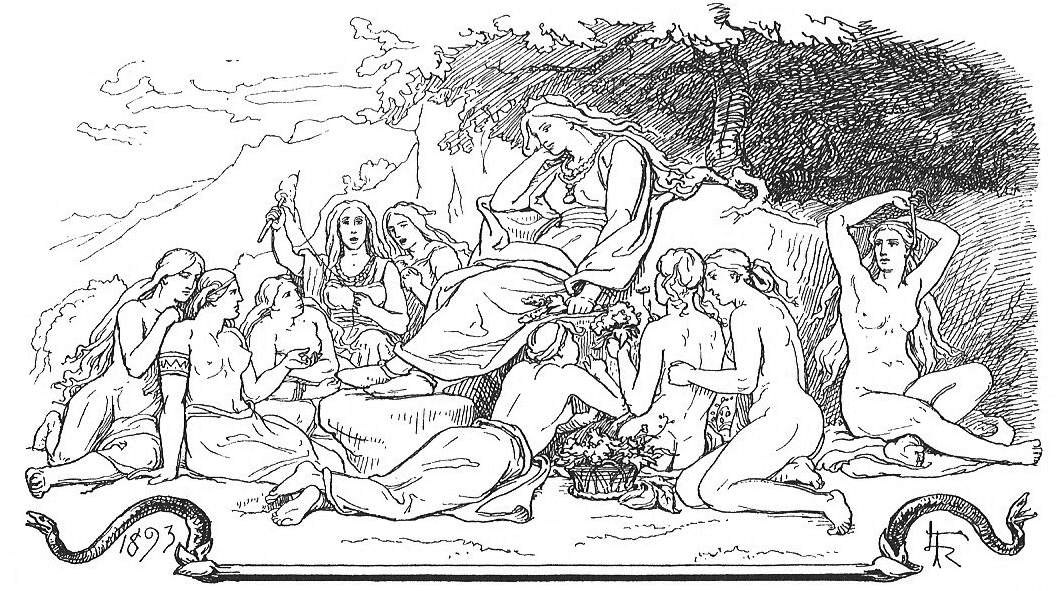
Lyfjabergの上に、エイルを含む9人の召使いと共に座っているメングロズ。ローランス・フレーリクによる。（1893年）

エイル（古ノルド語: Eir）は、古ノルド語で「援助」や「慈悲」
という意味のある、北欧神話に登場するアース神族の女神である。古エッダでは「最良の医者」とされている。エイルはまたワルキューレの一人でもあり、死者を蘇らせる能力と結びつけられている。彼女は全ての治療に精通しているが、特に薬草に詳しく、死者を復活させることもできたという。また彼女はリュヴィヤ山 (Lyfjaberg) に住み、フリッグの召使もしていた。また古エッダに収められる『スヴィプダーグの歌』(en)という詩では、霜の巨人メングロズ(en)の召使とされている。
医師の長として、エイルは医療従事者の後援者となっていた。彼女は、肉体的な治療だけではなく、精神、感情、霊的な治療も行っていたとされる。彼女は、訪ねてくる全ての患者に治療を施したが、秘術を授けたのは女性だけだった。そのため、スカンディナヴィアでは女性だけが治療術を知ることとなった。
エイルはスノッリ・ストゥルルソンの『エッダ』にも少しだけ触れられている。彼女は、女神が列挙される中でも3番目に名前を挙げられ、「すぐれた医者」だと紹介される。